# Donald Symons
Donald Symons (1942-2023)  foi um antropólogo americano mais conhecido como um dos fundadores da psicologia evolucionista e por ser o pioneiro no estudo da sexualidade humana de uma perspectiva evolucionária. Ele é um dos pesquisadores mais citados na pesquisa sexual contemporânea.  Seu trabalho é referenciado por cientistas que investigam uma gama extremamente diversa de fenômenos sexuais.  O psicólogo de Harvard Steven Pinker descreve The Evolution of Human Sexuality (1979) de Symons como um "livro inovador"  e "um marco em sua síntese de biologia evolutiva, antropologia, fisiologia, psicologia, ficção e análise cultural, escrito com uma combinação de rigor e inteligência. Foi um modelo para todos os livros subsequentes que aplicam a evolução aos assuntos humanos, particularmente os meus." 
Symons era Professor Emérito  no Departamento de Antropologia da Universidade da Califórnia, Santa Bárbara. Seu trabalho mais recente, com Catherine Salmon, é Warrior Lovers, uma análise evolutiva da ficção slash.

## Publicações selecionadas
- Symons, D. (1978) Play and Aggression: A Study of Rhesus Monkeys . Columbia University Press
- Symons, D. (1979) The Evolution of Human Sexuality. Nova York: Oxford University Press. ISBN 0-19-502907-0
- Symons, D. (1987) "If we're all Darwinians, what's the fuss about?" in Crawford, Smith & Krebs, Sociobiology and Psychology, 121–146.
- Symons, D. (1989) "A critique of Darwinian anthropology", em Ethology and Sociobiology, 10: 131-144.
- Symons, D. (1990) "Adaptiveness and adaptation," in Ethology and Sociobiology, 11: 427–444.
- Symons, D. (1992) "On the use and misuse of Darwinism in the study of human behavior" in Barkow, J., Cosmides, L. & Tooby, J. (eds) (1992) The Adapted Mind: Evolutionary psychology and the generation of culture (New York: Oxford University Press)
- Symons, D. (1993) "The stuff that dreams aren't made of: Why wake-state and dream-state sensory experiences differ." Cognition, 47: 181–217.
- Symons, D. (1995) "Beauty is in the adaptations of the beholder: The evolutionary psychology of human female sexual attractiveness" pp. 80–120 in Abramson, P.R. and Pinkerton, S.D. (eds.) Sexual Nature/Sexual Culture, The University of Chicago Press.
- Salmon, C. e Symons, D. (2003) Warrior Lovers . Yale University Press.